# Andrzej Kułakowski
Andrzej Kułakowski (ur. 10 sierpnia 1929 w Warszawie) – polski lekarz, specjalista w zakresie chirurgii onkologicznej, profesor nauk medycznych. Uczeń Tadeusza Koszarowskiego. Kawaler Orderu Orła Białego.

## Życiorys
W okresie II wojny światowej uczestniczył w konspiracyjnym harcerstwie, następnie w Narodowej Organizacji Wojskowej i Armii Krajowej. W 1948 ukończył Państwowe Gimnazjum i Liceum im. Stefana Batorego w Warszawie. W 1953 został absolwentem studiów medycznych na Akademii Medycznej w Warszawie.
W tym samym roku podjął pracę w Klinice Chirurgicznej Instytutu Onkologii im. Marii Skłodowskiej-Curie kierowanej przez Tadeusza Koszarowskiego. Andrzej Kułakowski specjalizował się w zakresie chirurgii (I stopnia w 1959) oraz chirurgii onkologicznej (1961). Stopnie naukowe doktora i doktora habilitowanego uzyskiwał odpowiednio w 1964 i w 1978. Obejmował stanowiska profesora nadzwyczajnego (1978) i zwyczajnego (1986). W 1993 otrzymał tytuł profesora nauk medycznych. W 1972 objął kierownictwo kliniki, był zastępcą dyrektora, a w latach 1991–1998 dyrektorem Centrum Onkologii – Instytutu im. Marii Skłodowskiej-Curie.
Specjalizował się m.in. w leczeniu nowotworów piersi z uwzględnieniem operacji odtwórczych po mastektomii i rehabilitacji pooperacyjnej, leczeniu nowotworów głowy i szyi, raka przełyku, operacjach jelita grubego i resekcjach miąższu wątroby. W 1993 w Centrum Onkologii wraz z Krystyną Miką wdrożył ogólnopolski system rehabilitacji i powołał klub kobiet po mastektomii „Amazonki”.
Podczas wydarzeń sierpniowych w 1980 przyłączył się do skierowanego do władz komunistycznych apelu 64 naukowców, literatów i publicystów o podjęcie dialogu ze strajkującymi robotnikami.
Członek World Federation of Surgical Oncology Societies, prezes Organisation of European Cancer Institutes (1996–1999). Członek Towarzystwa Chirurgów Polskich, założyciel i prezes Polskiego Towarzystwa Chirurgii Onkologicznej, założyciel i w latach 1994–2006 prezes Towarzystwa Marii Skłodowskiej-Curie w Hołdzie.

## Wybrane publikacje
- Andrzej Kułakowski, Pięćdziesiąt lat… służby, Agencja ATM, Warszawa 2003, ISBN 83-87049-04-2.
- Andrzej Kułakowski, Głowy z Wawelskiej, Agencja ATM, Warszawa 2004, ISBN 83-87049-20-4.

## Odznaczenia i wyróżnienia
W 2020 prezydent Andrzej Duda, w uznaniu znamienitych zasług dla polskiej onkologii, za osiągnięcia w podejmowanej z pożytkiem dla kraju pracy zawodowej i społecznej oraz popularyzowanie polskiej myśli naukowej na świecie, odznaczył Andrzeja Kułakowskiego Orderem Orła Białego.
Odznaczony m.in. Krzyżem Komandorskim (1995) i Krzyżem Komandorskim z Gwiazdą (2001) Orderu Odrodzenia Polski. Wyróżniony tytułem doktora honoris causa Pomorskiej Akademii Medycznej w Szczecinie. W czasach PRL otrzymał też Krzyż Kawalerski Orderu Odrodzenia Polski i Złoty Krzyż Zasługi. W 2025 nadano mu honorowe obywatelstwo m.st. Warszawy